# Rolf Herricht

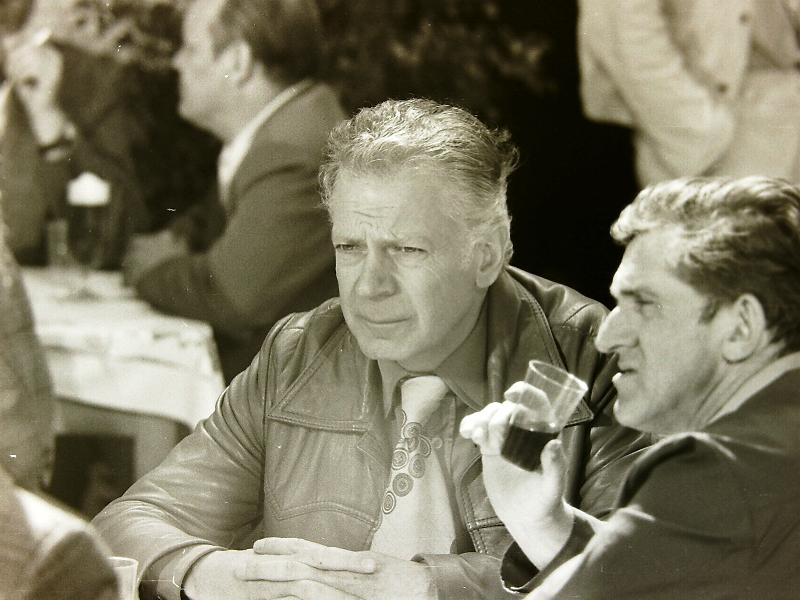
Rolf Herricht vor der Grenzschänke in Friedersdorf, 1977

Rolf Oskar Ewald Günter Herricht (* 5. Oktober 1927 in Magdeburg; † 23. August 1981 in Ost-Berlin) war ein deutscher Schauspieler, Komiker, Musical- und Schlagersänger. Bekannt wurde er vor allem ab 1953 an der Seite von Hans-Joachim Preil mit ihrem Komikerduo Herricht & Preil und durch seine Mitwirkung in zahlreichen DEFA-Filmkomödien.

## Leben

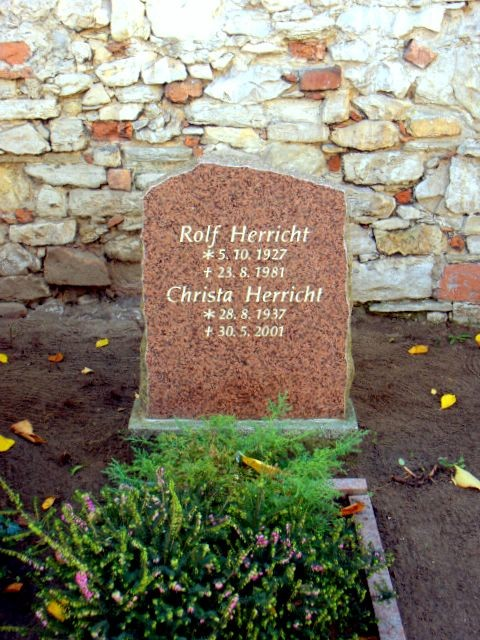
Grabstätte von Rolf Herricht in Berlin auf dem Französischen Friedhof (2021 eingeebnet)

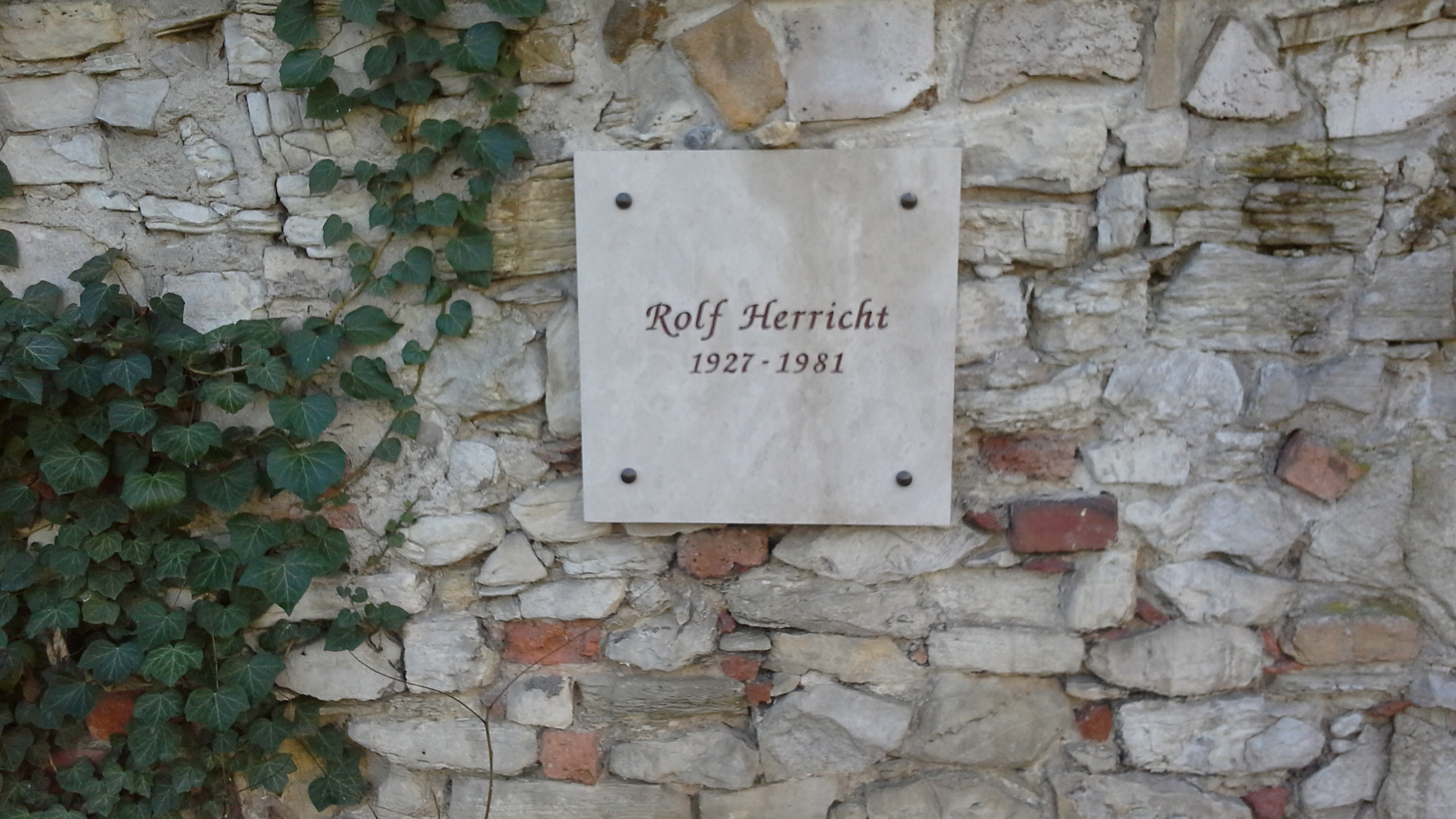
Gedenktafel für Rolf Herricht auf dem Französischen Friedhof (2024)

Rolf Herricht wuchs als Sohn eines Zeitungs-Schriftleiters gemeinsam mit zwei älteren Schwestern in Magdeburg auf. Nach kurzem Fronteinsatz im Zweiten Weltkrieg als Flakhelfer und nach dem Ablegen des Notabiturs wurde er mit 18 Jahren Requisiteur und Inspizient am Theater Magdeburg. Zugleich absolvierte er eine private Schauspielausbildung am dortigen Schauspielstudio.
Privat galt Herricht als zurückhaltende, verschlossene und melancholische Persönlichkeit. Er war Kettenraucher. Ab 1968 war er mit der Tänzerin und Schauspielerin Christa Herricht (1937–2001) verheiratet, die er am Kleist-Theater Frankfurt (Oder) kennengelernt hatte. 1969 wurde die gemeinsame Tochter Dana geboren. Die Familie lebte in einer Wohnung unweit des Alexanderplatzes und besaß ein Wochenendhaus in Groß Köris.
Rolf Herricht starb am 23. August 1981 im Alter von nur 53 Jahren während einer Aufführung von Kiss Me, Kate am Berliner Metropol-Theater, wo er die Hauptrolle des Produzenten Fred Graham spielte, an einem Herzinfarkt.  Herricht wurde auf dem Französischen Friedhof in Berlin beigesetzt (Grab-Nr. F-1-40), wo im Juni 2001 seine Ehefrau Christa ebenfalls im gleichen Grab beigesetzt wurde. Im Jahr 2021 wurde das Grab aufgelöst und auf Wunsch der Hinterbliebenen eingeebnet. Der Grabstein wurde von der Familie selbst abgebaut und in Verwahrung genommen.
Sein schriftlicher Nachlass befindet sich im Archiv der Akademie der Künste in Berlin.

## Karriere
Rolf Herricht begann seine Laufbahn als Schauspieler zunächst an den Theatern in Salzwedel, Stendal, Staßfurt und Güstrow sowie in Frankfurt (Oder), wo er am dortigen Kleist-Theater beschäftigt war. Der Intendant des Magdeburger Theaters, Heinz Isterheil, holte Herricht zu seiner Heimatstadt Magdeburg zurück, wo er von 1957 bis 1961 arbeitete. Ab 1964 war er am Metropol-Theater Berlin als festes Ensemblemitglied engagiert.
Anfang der 1950er-Jahre erlangte Rolf Herricht in der DDR eine enorme Popularität durch die Sketchpartnerschaft mit Hans-Joachim Preil, mit dem er ab 1953 das populäre Komikerduo Herricht & Preil bildete. Getroffen hatten sich die beiden erstmals 1951 in Bernburg, ihr erster gemeinsam aufgeführter Sketch (Die Schachpartie) folgte 1953. Bis zu Herrichts Tod im Jahr 1981 führten Herricht und Preil fast drei Jahrzehnte lang gemeinsam Sketche auf, die Preil schrieb. Preil selbst übernahm dabei die belehrende Rolle und Herricht spielte den Naiven, dessen empörter Einwurf „Aber, Herr Preil!“ geradezu legendär wurde. Herricht und Preil waren ein beliebtes Komikerduo in der DDR. Ein weiterer Erfolg war die Sketchpartnerschaft zwischen Herricht und Helga Hahnemann, insbesondere als Ehepaar Mischke in den Maxe-Baumann-Fernseh-Spielen und in Zusammenarbeiten bei der Samstagabendshow Ein Kessel Buntes und bei Helgas Top(p)-Musike waren beide sehr beliebt. Große Bekanntheit beim Fernsehpublikum hatte er zudem an der Seite von Brigitte Krause als Friseurmeister Hans-Joachim Locke in der Serie Rentner haben niemals Zeit.
Herricht spielte überdies ab dem Jahr 1959 als Schauspieler in über 50 Film- und Fernsehproduktionen der DEFA und des Deutschen Fernsehfunk, wo er zum festen Ensemble gehörte. Sein Kameradebüt hatte er 1959 in Wie die Wilden. Seine ersten großen Hauptrolle hatte er in der Filmkomödie Musterknaben (1959) als Bauarbeiter Edwin Schüch und unter der Regie von Gottfried Kolditz als Verkehrspolizist Fritz Bachmann in dem Filmmusical Geliebte weiße Maus (1964). Beim jungen Publikum wurde er vor allem in der Titelrolle im Weihnachtsfilm Der Weihnachtsmann heißt Willi (1969) von Ingrid Reschke bekannt. 1972 hatte Rolf Herricht mit Der Mann, der nach der Oma kam, der mit mehr als 3,3 Millionen Besuchern zu einer der erfolgreichsten DEFA-Komödien avancierte, einen seiner größten Kinoerfolge. Rolf Herricht war von den 1960er Jahren bis zu seinem Tod Anfang der 1980er-Jahre hinein (unter anderem an der Seite von Ingeborg Krabbe, Heinz Rennhack, Udo Schenk, Herbert Köfer, Gerd E. Schäfer und Marianne Kiefer) in zahlreichen Fernsehschwänken und Lustspielen, wie etwa Tolle Tage (1969), Schultze mit tz (1974), Heute Ruhetag (1976), Frauen sind Männersache (1976) oder Umwege ins Glück (1977) zu sehen.
Am 5. Juni 1980 wurde Herrichts letzter Kinofilm Der Baulöwe, in der er die Hauptrolle des bekannten Entertainers Ralf Keul spielte, im Berliner Kino Kosmos uraufgeführt. Im Mai 1981, wenige Monate vor seinem Tod, wirkte Herricht neben Dorit Gäbler, Lili Ivanova und Helena Vondráčková in der DFF-Revue Abends im Rampenlicht mit. Er spielte bis zu seinem Tod am Berliner Metropol-Theater die Hauptrolle des Produzenten Fred Graham in dem Musical Kiss Me, Kate. Seine letzte Fernsehrolle war die des Friedhelm Kunze in der Serie Geschichten übern Gartenzaun.
Gelegentlich betätigte sich Herricht als Synchronsprecher und lieh dabei unter anderem Vlastimil Brodský oder Holger Juul Hansen seine Stimme.
Ralf Herricht war auch als Musical- und Schlagersänger aktiv. Sein letzter veröffentlichter Titel vor seinem Tod war Die Eiszeit kommt wieder im Jahr 1980, der von Gerhard Siebholz geschrieben wurde und zusammen mit dem Schlager Ich bin auf den Hund gekommen beim Plattenlabel Amiga erschien.
Herricht erhielt zweimal den Kunstpreis der DDR, am 17. Mai 1973 und am 13. Mai 1977.

## Filmografie
- 1959: Wie die Wilden
- 1959: Bevor der Blitz einschlägt
- 1959: Musterknaben
- 1960: Seilergasse 8
- 1960: Zweimal Madeleine
- 1961: Gastspiele im Dschungel
- 1961: Kater Lampe
- 1961: Bodo Baddy’s bunte Bühne

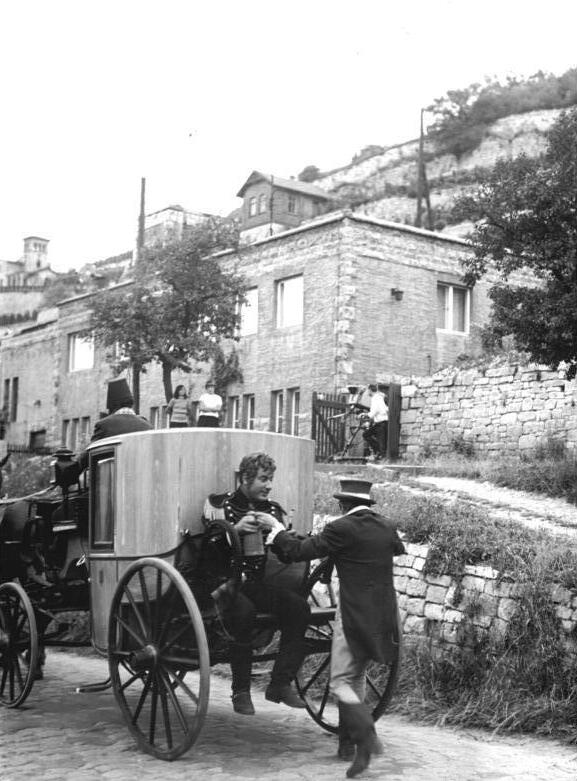
Rolf Herricht (mit dem Rücken zur Kamera) und Manfred Krug während der Dreharbeiten zu Hauptmann Florian von der Mühle

- 1962: Was halten Sie von Musik? (auch Gesang)
- 1962: Auf der Sonnenseite
- 1963: For Eyes Only
- 1963: Komm mit mir nach Montevideo (auch Gesang)
- 1963: Nur ein Märchen
- 1964: Geliebte weiße Maus
- 1965: Der Reserveheld
- 1965: … nichts als Sünde
- 1965: Muss das sein?
- 1966: Telegramm auf Abwegen (Dokumentarfilm)
- 1966: Täter gesucht oder Hallo, wie geht’s (Dokumentarfilm)
- 1966: Hände hoch oder ich schieße
- 1966: Drei leichte Fälle
- 1966: Pankoff (Sprecher)
- 1967: Meine Freundin Sybille
- 1968: Hauptmann Florian von der Mühle
- 1968: 12 Uhr mittags kommt der Boß
- 1969: Mit mir nicht, Madam!
- 1969: Der Weihnachtsmann heißt Willi
- 1969: Seine Hoheit – Genosse Prinz
- 1969: Rendezvous mit unbekannt – 11-teilige TV-Reihe, Episode: Segelflugstunden
- 1969: Tolle Tage
- 1970: Ein Jahr voll Musik – Ein musikalischer Kalender der Redaktion „Mit dem Herzen dabei“
- 1970: Der Schein trügt
- 1971: Husaren in Berlin
- 1972: Der Mann seiner Frau
- 1972: Schwarzer Zwieback
- 1972: Der Mann, der nach der Oma kam
- 1972: Nicht schummeln, Liebling!
- 1973: Ein gewisser Katulla (Fernsehtheater Moritzburg)
- 1974: Schultze mit tz
- 1974: So eine Frau…
- 1974: Alle Haare wieder
- 1975: Mein lieber Kokoschinsky
- 1976: Keine Hochzeit ohne Ernst (Bunbury)
- 1976: Fürs ganze Leben
- 1976: Heute Ruhetag
- 1976: Frauen sind Männersache
- 1976: Maxe Baumann: Ferien ohne Ende
- 1977: Umwege ins Glück
- 1977: Der rasende Roland
- 1977: Ehe man Ehefrau bleibt
- 1977: Urlaub nach Prospekt
- 1977: Du und icke und Berlin
- 1977: Maxe Baumann: Keine Ferien für Max
- 1977: DEFA Disko 77
- 1978: Ein Hahn im Korb
- 1978: Rentner haben niemals Zeit (Fernsehserie)
- 1978: Maxe Baumann: Max auf Reisen
- 1979: Maxe Baumann: Überraschung für Max
- 1980: Der Baulöwe
- 1980: Maxe Baumann: Max in Moritzhagen
- 1982: Geschichten übern Gartenzaun (Fernsehserie)

## Diskografie
(auf Schallplatte veröffentlicht)
- Ausgerechnet Blechmusik
- Chanson vom Charakter (Rolf Zimmermann – Rudi Strahl)
- Die Eiszeit kommt wieder (Gerhard Siebholz – Halbach)
- Die Vielweiberei [aus „Terzett“] (Gerd Natschinski – Jürgen Degenhardt)
- Gelber Mond (G. Natschinski – Hardt)
- Ich bin auf den Hund gekommen (Gerhard Siebholz – Halbach)
- Ich bin ein Star des Fußballplatzgesangsvereins (Kähne – Halbach)
- Mein Papagei frißt keine harten Eier (Walter Kollo – Hermann Frey)
- Ich soll stets die Leute nur zum Lachen bringen (Rolf Zimmermann – Rolf Zimmermann)
- Es tut mir leid – wir haben wirklich keine Zeit (zusammen mit Peter Wieland)
- Immer dieser Ärger mit den Kleinen (Rolf Zimmermann – Kahlow)
- Klamotten-Rag (Klein – Fred Gertz)
- Laubenpiepergartenhundefest (Stüwe – Halbach)
- Mein grüner Papagei (Fiebig – Wedde)
- Oh, dieser Jazz (Grube – Klein)
- Wenn Sie mich so anseh'n (Winkler – Klunter)